# Самарийдикадмий
Самарийдикадмий — бинарное неорганическое соединение, интерметаллид
кадмия и самария
с формулой Cd2Sm,
кристаллы.

## Получение
- Сплавление стехиометрических количеств чистых веществ:

{\displaystyle {\mathsf {2Cd+Sm\ {\xrightarrow {910^{o}C}}\ Cd_{2}Sm}}}

## Физические свойства
Самарийдикадмий образует кристаллы
тригональной сингонии, пространственная группа P 3m1, параметры ячейки a = 0,4977 нм, c = 0,3455 нм, Z = 1,
структура типа церийдикадмий Cd2Ce
.
Соединение конгруэнтно плавится при температуре 910 °C
.